# Япония на зимних Олимпийских играх 1956
Япония принимала участие в зимних Олимпийских играх 1956 года в Кортина-д’Ампеццо (Италия) в пятый раз за свою историю, и завоевала одну медаль: Тихару Игая выиграл «серебро» в слаломе. Это первая олимпийская медаль Японии, завоёванная в зимних играх.

## Медали
Серебро
- Горнолыжный спорт (слалом), мужчины — Тихару Игая.

## Состав сборной
Японская сборная состояла из 10 спортсменов (только мужчин), которые соревновались в 5 видах спорта. Младшим участником сборной был 22-летний конькобежец Гоми Ёсиясу, старшим — 27-летний лыжник Мияо Тацуо. Знаменосцем был Хироси Ёсидзава.

## Результаты

### Горнолыжный спорт
Соревнования прошли с 27 января по 3 февраля на горе Тофана, кроме соревнований по гигантскому слалому среди мужчин, проходивших на горе Фалория. Данные соревнования одновременно считались 14 чемпионатом мира по горнолыжному спорту, так что Тихару Игая, выиграв олимпийское серебро, одновременно получил и серебро чемпионата мира.

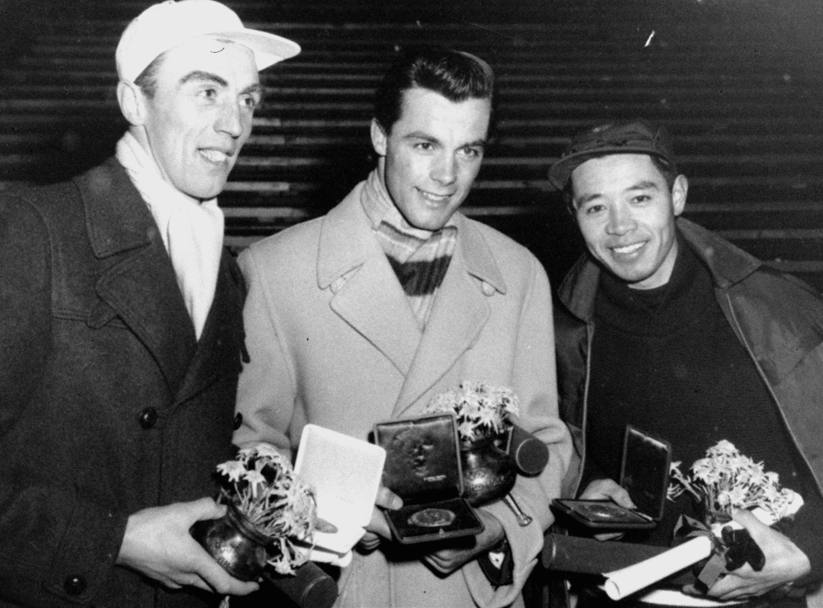
Призёры в слаломе, слева направо: Стиг Солландер, Тони Зайлер, Тихару Игая

| Спортсмен               | Соревнование      | 1 спуск | 1 спуск | 2 спуск | 2 спуск | Итог              | Итог  |
| Спортсмен               | Соревнование      | Время   | Место   | Время   | Место   | Время             | Место |
| ----------------------- | ----------------- | ------- | ------- | ------- | ------- | ----------------- | ----- |
| Тихару Игая             | Скоростной спуск  |         |         |         |         | дисквалифицирован | —     |
| Сусуму Сугияма (杉山進) | Скоростной спуск  |         |         |         |         | 3:39,1            | 28    |
| Сусуму Сугияма          | Гигантский слалом |         |         |         |         | 3:40,8            | 45    |
| Тихару Игая             | Гигантский слалом |         |         |         |         | 3:15,6            | 11    |
| Сусуму Сугияма          | Слалом            | 1:51,0  | 38      | 2:26,0  | 37      | 4:17,0            | 33    |
| Тихару Игая             | Слалом            | 1:30,2  | 6       | 1:48,5  | 2       | 3:18,7            | 2     |

### Лыжные гонки

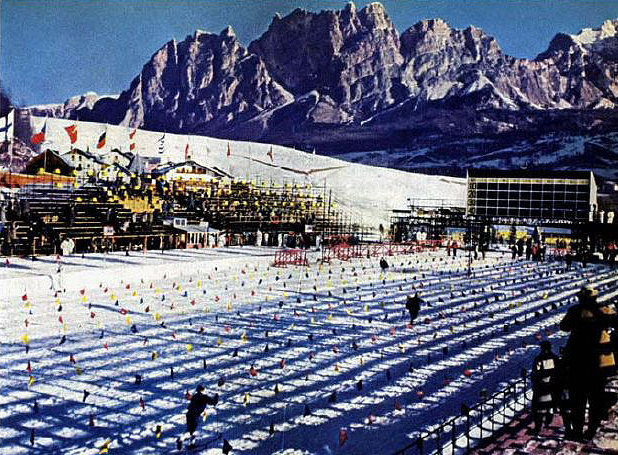
«Ло Стадио делла неве», где проходили лыжные гонки

Программа соревнований по сравнению с Олимпийскими играми 1952 года в Осло претерпела серьёзные изменения, у мужчин гонка на 18 км была заменена гонкой на 15 км и была добавлена гонка на 30 км.
| Дистанция | Спортсмен  | Результат | Результат |
| Дистанция | Спортсмен  | Время     | Место     |
| --------- | ---------- | --------- | --------- |
| 15 км     | Мияо Тацуо | 56:59     | 48        |
| 30 км     | Мияо Тацуо | 1’55:40   | 28        |
| 50 км     | Мияо Тацуо | 3’25:47   | 25        |

### Лыжное двоеборье
Соревнования прошли с 29 по 31 января, разыгран 1 комплект наград. В соревнованиях приняли участие 36 спортсменов из 12 стран.
В комбинацию входили:
- прыжки с нормального трамплина (3 прыжка, засчитывались 2 лучшие попытки)
- лыжная гонка 15 км

| Спортсмен              | Прыжки с трамплина | Прыжки с трамплина | Прыжки с трамплина | Прыжки с трамплина | Лыжная гонка   | Лыжная гонка | Лыжная гонка | Итог           | Итог  |
| Спортсмен              | 1 дистанция        | 2 дистанция        | Очки               | Место              | Время          | Очки         | Место        | Очки           | Место |
| ---------------------- | ------------------ | ------------------ | ------------------ | ------------------ | -------------- | ------------ | ------------ | -------------- | ----- |
| Хироси Ёсидзава        | 69,5               | 76,5               | 210,5              | 5                  | не финишировал | —            | —            | не финишировал | —     |
| Коити Сато (佐藤 耕一) | 68,0               | 65,5               | 191,5              | 23                 | 1’08:21        | 193,400      | 35           | 384,900        | 33    |

### Конькобежный спорт
Соревнования прошли с 28 по 31 января, разыграны 4 комплекта наград у мужчин. В соревнованиях приняло участие 83 спортсмена из 18 стран. Забеги прошли на льду озера Мизурина на высоте 1755 м над уровнем моря; это была последняя зимняя Олимпиада, где конькобежцы соревновались на естественном льду.

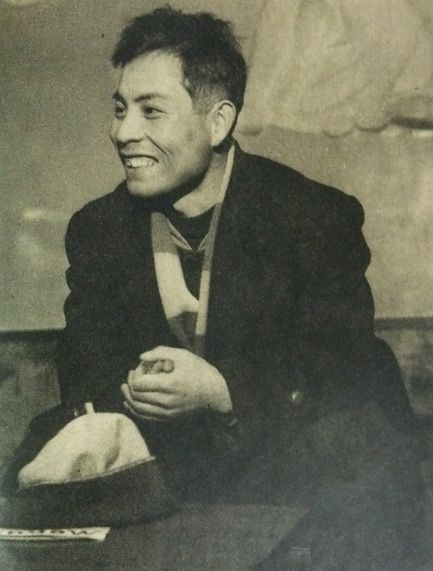
Конькобежец Киётака Такабаяси

| Дистанция | Спортсмен         | Результат | Результат |
| Дистанция | Спортсмен         | Время     | Место     |
| --------- | ----------------- | --------- | --------- |
| 500 м     | Киётака Такабаяси | 43,6      | 30        |
| 500 м     | Асадзака Такэцугу | 43,1      | 22        |
| 500 м     | Ёситака Хори      | 42,8      | 17        |
| 500 м     | Такэмура Синкити  | 42,4      | 11        |
| 1500 м    | Гоми Ёсиясу       | 2:19,2    | 39        |
| 1500 м    | Такэмура Синкити  | 2:18,3    | 36        |
| 1500 м    | Ёситака Хори      | 2:15,9    | 23        |
| 1500 м    | Асадзака Такэцугу | 2:15,4    | 21        |
| 5000 м    | Ёситака Хори      | 8:53,5    | 46        |
| 5000 м    | Асадзака Такэцугу | 8:23,6    | 28        |
| 5000 м    | Гоми Ёсиясу       | 8:22,2    | 27        |
| 10000 м   | Гоми Ёсиясу       | 17:35.9   | 23        |
| 10000 м   | Асадзака Такэцугу | 17:35,3   | 22        |

### Прыжки с трамплина
Хироси Ёсидзава